# В стреляющей глуши
«В стреляющей глуши» — историко-революционный приключенческий фильм режиссёра Владимира Хотиненко.

## Сюжет
1918 год. В небольшую деревушку, куда со дня на день могут нагрянуть белые, приезжает красноармеец Фёдор Крохов, уполномоченный по продразвёрстке. Он должен убедить крестьян сдать государству излишки хлеба. Но его слова звучат настолько неубедительно, что мужики колеблются, кое-кто справедливо прислушивается к мнению кулака Мокея Жлобина, припрятавшего зерно и не намеревающегося сдавать его. Федору удается обнаружить спрятанное. Вместе с членами сельсовета он сумел выстоять в схватке с ворвавшимися в деревню бандитами.

## В ролях
- Сергей Колтаков — красноармеец Фёдор Крохов
- Виктор Смирнов — Григорий
- Наталья Акимова — Анна Петровна
- Иван Агафонов — Мокий Кузьмич Жлобин
- Сергей Паршин — Митрий Хромов
- Сергей Гармаш — Серёга
- Алексей Маслов — белый офицер
- Сергей Власов — сын Жлобина, крестник Васюгина
- Андрей Дударенко — Васюгин
- Николай Карнаухов — Шаповалов
- Валерий Лысенков — Евсей, батрак Жлобина
- Анатолий Серенко — крестьянин Корней
- Владимир Пискунов
- Николай Алексеев
- Иван Паршин

## Съёмочная группа
- Автор сценария: Анатолий Проценко
- Режиссёр: Владимир Хотиненко
- Оператор: Владимир Макеранец
- Художник: Михаил Розенштейн
- Композитор: Борис Петров